# Consolea millspaughii subsp. corallicola
Consolea millspaughii subsp. corallicola ist eine Unterart der Pflanzenart Consolea millspaughii in der Gattung Consolea aus der Familie der Kakteengewächse (Cactaceae). Das Epitheton corallicola leitet sich von den lateinischen Worten corallum für ‚Koralle‘ und cola für ‚behausen‘ ab und verweist auf das Vorkommen auf aus Korallen entstandenem Gestein. Ein englischsprachiger Trivialname ist „Semaphore Cactus“.

## Beschreibung
Consolea millspaughii subsp. corallicola wächst baumförmig und erreicht Wuchshöhen von bis zu 2 Meter und mehr. Es wird ein gerader, aufrechter, im Querschnitt elliptischer oder eiförmiger Stamm ausgebildet, der dicht mit Borsten bewehrt ist. Die Wurzeln sind faserig. Die grünen, (fast) elliptischen, relativ dünnen und etwas gebogenen Triebabschnitte sind netzartig gemustert und 20 bis 30 Zentimeter lang. Es sind fünf bis neun nadelige, lachsfarbene Dornen vorhanden, die im Alter vergrauen oder noch dunkler werden. Sie sind 7 bis 12 Zentimeter lang. Einer von ihnen ist deutlich länger als die übrigen.
Die Blüten sind leuchtend rot. Die verkehrt eiförmigen bis keuligen, gelben Früchte besitzen eine Länge von 2,5 bis 5 Zentimeter und sind mit ausgebreiteten Dornen besetzt.

## Verbreitung, Systematik und Gefährdung
Consolea millspaughii subsp. corallicola ist in den Vereinigten Staaten im Bundesstaat Florida auf zwei Inseln der Florida Keys auf Kalkstein verbreitet.
Die Erstbeschreibung als Consolea corallicola erfolgte 1930 durch John Kunkel Small. Lucas C. Majure stellte die Art 2021 als Unterart zur Art Consolea millspaughii. Ein weiteres nomenklatorisches Synonym ist Opuntia corallicola (Small) Werderm. (1931).
In der Roten Liste gefährdeter Arten der IUCN ist sie als „Critically Endangered (CR)“, d. h. vom Aussterben bedroht geführt. Durch das geringe Verbreitungsgebiet auf nur zwei Inseln und die geringe Anzahl von Einzelindividuen ist die Art vom Aussterben bedroht. Die Entwicklung der Population auf einer Insel (Swan Key) wird als stabil, die auf der anderen Insel (Little Torch Key) als abnehmend angesehen.

## Nachweise